# Les Henley
Leslie Henley (26 tháng 9 năm 1922 – 1996) là một cầu thủ bóng đá và huấn luyện viên người Anh.

## Sự nghiệp

### Thi đấu
Sinh ra ở Lambeth, London, Henley khởi đầu sự nghiệp cùng với Arsenal vào tháng 9 năm 1940. Ông chơi 92 trận thời chiến cho câu lạc bộ, ghi 15 bàn – trận đấu duy nhất ông ra sân cho đội chính đó là trong Cúp FA trước West Ham United năm 1946. Trong thời gian này, ông cũng làm khách mời cho West Ham United ở mùa giải 1944-45. Vào tháng 12 năm 1946 ông gia nhập Reading, và có 181 lần ra sân và ghi 29 bàn ở giải vô địch.

### Huấn luyện
Ông dẫn dắt Bohemians sau khi rời Reading. Ông dẫn dắt Wimbledon từ năm 1955 đến năm 1971.